# Zenit 2

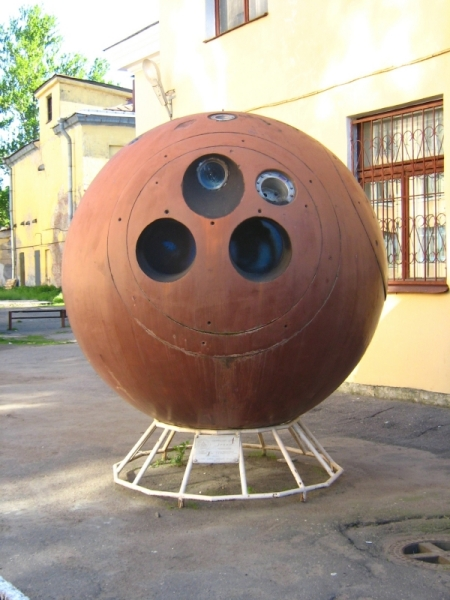
Zenit 2

Zenit 2 byl program sovětských špionážních družic, vypouštěných v 60. letech 20. století. Základní konstrukce družic byla shodná s loděmi programu Vostok, místo pilota ale nesly fotografické vybavení a další přístroje. Kabina se zaznamenanými informacemi přistála po několika dnech až týdnech. Družice byly označovány jako součást programu Kosmos.

## Historie
Vývoj družic probíhal souběžně s vývojem pilotovaných lodí Vostok v Koroljovově konstrukční kanceláři. Předběžné práce probíhaly od roku 1958, oficiálně byl úkol přidělen sovětskou vládou 25. května 1959. První start se uskutečnil 11. listopadu 1961, ale nosné raketě selhal 3. stupeň. Družici zničilo autodestrukční zařízení. Druhý, tentokrát již úspěšný start proběhl 26. dubna 1962, družice dostala označení Kosmos 4. Následovaly další špionážní družice, z nichž část nesplnila úkol kvůli nespolehlivým nosným raketám. Povedl se let Kosmosu 7, 10, 15, 20. První řada těchto družic byla v listopadu 1963 vystřídána novou, zdokonalenou. Zenity 2 pomohly Sovětům dokonale zmapovat celé území USA s podrobnostmi až 5 metrů. Celý program 81 zpravodajských družic byl ukončen v květnu 1970. Náklady byly vyčísleny na 700 milionů dolarů. 

## Konstrukce
Družice s hmotností přibližně 4,5 tuny se skládala z kulové návratové kabiny a oddělitelné orbitální části - stejně jako lodi Vostok. V kabině byly umístěny 3 fotoaparáty, zařízení pro vyvolání a radiový přenos snímků, aparatura pro radiový průzkum se záznamem, řídící systém a podpůrná zařízení pro stabilizaci polohy a teploty.